# جون فالكنشتاين
جون فالكنشتاين (بالإنجليزية: Jun Falkenstein)‏ هي كاتبة سيناريو ومخرجة أمريكية، ولدت في 7 مايو 1969 في هاواي في الولايات المتحدة.

## وصلات خارجية
- جون فالكنشتاين على موقع IMDb (الإنجليزية)
- جون فالكنشتاين على موقع ألو سيني (الفرنسية)
- جون فالكنشتاين على موقع أول موفي (الإنجليزية)
- جون فالكنشتاين على موقع قاعدة بيانات الأفلام السويدية (السويدية)
- جون فالكنشتاين على موقع قاعدة بيانات الفيلم (الإنجليزية)
- جون فالكنشتاين على موقع كينوبويسك (الروسية)